# C. Martin Croker
Clay Martin Croker (Smyrna, 10 gennaio 1962 – Atlanta, 17 settembre 2016) è stato un animatore e doppiatore statunitense.
È noto soprattutto per aver fornito le voci di Zorak e Moltar nella serie animata Space Ghost Coast to Coast, in sostituzione alla voce di Don Messick che originariamente aveva doppiato alcuni dei personaggi della serie originale di Space Ghost.

## Biografia
Clay Martin Croker nasce nel 1962 a Smyrna dalla madre Ouida Thelma Martin (1925-2017) e dal padre Marion Winchell Croker (1924-2004). Fin dalla giovane età ha sempre mostrato del talento per il disegno e gli piacevano in particolare i dinosauri, i personaggi di Godzilla, Gamera e Ultraman e infine i personaggi dei fumetti. Da bambino, Clay recitava anche testualmente alcune delle voci dei fumetti di Tex Avery e Chuck Jones. Da adolescente ha lavorato a tempo pieno, insieme ad un gruppo di artisti, nell'area metropolitana di Atlanta. Qui trascorreva tarde notti a creare dei film "casalinghi". Nel 1988 si sposa con April Stephens, ma i due divorziano nel 2014. Dopo il divorzio ha avuto una piccola relazione con Claudia Campbell fino al 2016, data in cui è morto.
Dopo essersi concentrato sul mondo della televisione, Croker diviene conosciuto per il doppiaggio di Zorak e Moltar in Space Ghost Coast to Coast. Successivamente, Clay ha animato Aqua Teen Hunger Force e ha anche fornito le voci del Dr. Weird, Steve e vari personaggi. Per un breve periodo, ha portato la sua collezione privata di personaggi di cartoni vintage al Plaza Theatre, il cinema indie più popolare dell'Atlanta, in occasione del Bizarro Saturday Morning show.
Per Croker, esporre le sue opere ai convegni e alle esposizioni diventò sempre più comune visto che era sempre lusingato dell'amore e dell'adorazione dei suoi fan.
Nella sua morte, Clay lascia dietro di sé non solo una grande eredità ma anche una vasta collezione di arte personale e film. È morto a casa sua il 17 settembre 2016.

## Carriera
Croker inizia la sua carriera professionale nel 1988 come animatore del Laser Show a Stone Mountain.
Nei primi anni 90, Croker produce l'animazione di varie promo per il blocco TNT Toons di TNT e nel 1988 contribuisce al progetto dei bumper di Cartoon Network. Nello stesso periodo, Croker ha lavorato anche per vari spot pubblicitari.
Tra il 1994 e il 2008, Croker diviene celebre per aver fornito le voci di Zorak e Moltar nella serie animata Space Ghost Coast to Coast. Oltre ad essere il principale animatore della serie, Croker ha ideato anche la comparsa dei personaggi di Zorak e Moltar nella nuova serie di Space Ghost e ha doppiato Zorak anche in Cartoon Planet e in The Brak Show. Tra il 1997 e il 1999 ha ridoppiato Moltar nel ruolo di presentatore di Toonami.
Croker ha lavorato di nuovo come animatore in Aqua Teen Hunger Force e nel suo adattamento cinematografico del 2007. Nella serie inoltre ha fornito le voci del Dr. Weird, di Steve e di vari personaggi della serie.
Croker ha fornito anche la voce di Young Man e di altri personaggi secondari in Perfect Hair Forever.

## Filmografia

### Doppiatore
- Space Ghost Coast to Coast – serie animata, 108 episodi (1994-2008)
- Cartoon Planet – serie animata, 16 episodi (1997-1998)
- Toonami Game Reviews – serie TV, 16 episodi (1998-1999)
- How Zorak Stole X-Mas – videogioco (1998)
- Brak Presents the Brak Show Starring Brak – speciale, episodio 1x1 (2000)
- The Brak Show – serie animata, 29 episodi (2000-2003)
- Aqua Teen Hunger Force – serie animata, 45 episodi (2000-2012)
- Sunday Pants – serie animata, episodi 1x2-1x5 (2005)
- Perfect Hair Forever – serie animata, 8 episodi (2005-2014)
- Aqua Teen Hunger Force Colon Movie Film for Theaters – film (2007)
- Number One Dad – cortometraggio (2008)
- Assy McGee – serie animata, episodio 2x10 (2008)
- Invasion of the Killer Cicadas – film (2014)
- The X Mas Files – film (2016)

## Doppiatori italiani
Da doppiatore è sostituito da:
- Corrado Conforti in Aqua Teen Hunger Force (Steve, uccello)